# Wireless Zero Configuration
Бездротове налаштування (Wireless Zero Configuration, WZC), також відоме як Wireless Auto Configuration, або WLAN AutoConfig  - служба управління бездротовими з'єднаннями. Входить в Microsoft Windows XP і пізніші операційні системи, як сервіс, що динамічно вибирає бездротову мережу для підключення.  Це може бути використано замість або за відсутності утиліти  бездротової мережі від виробника бездротового мережевого пристрою комп'ютера. 
Для нормального функціонування Wireless Zero Configuration потрібні служби: 
- інтерфейсу мережного драйвера (Network Driver Interface Specification, NDIS Usermode I / O Protocol)
- віддалений виклик процедур (Remote Procedure Call, RPC)